# Gwangyang Football Stadium
Gwangyang Football Stadium – stadion piłkarski w Gwangyang, w Korei Południowej. Został otwarty w 1992 roku. Swoje mecze rozgrywa na nim drużyna Chunnam Dragons. Obiekt może pomieścić 14 284 widzów. Stadion był jedną z aren piłkarskich Mistrzostw Świata U-17 2007 oraz Pucharu Pokoju 2007.